# ابتلاع

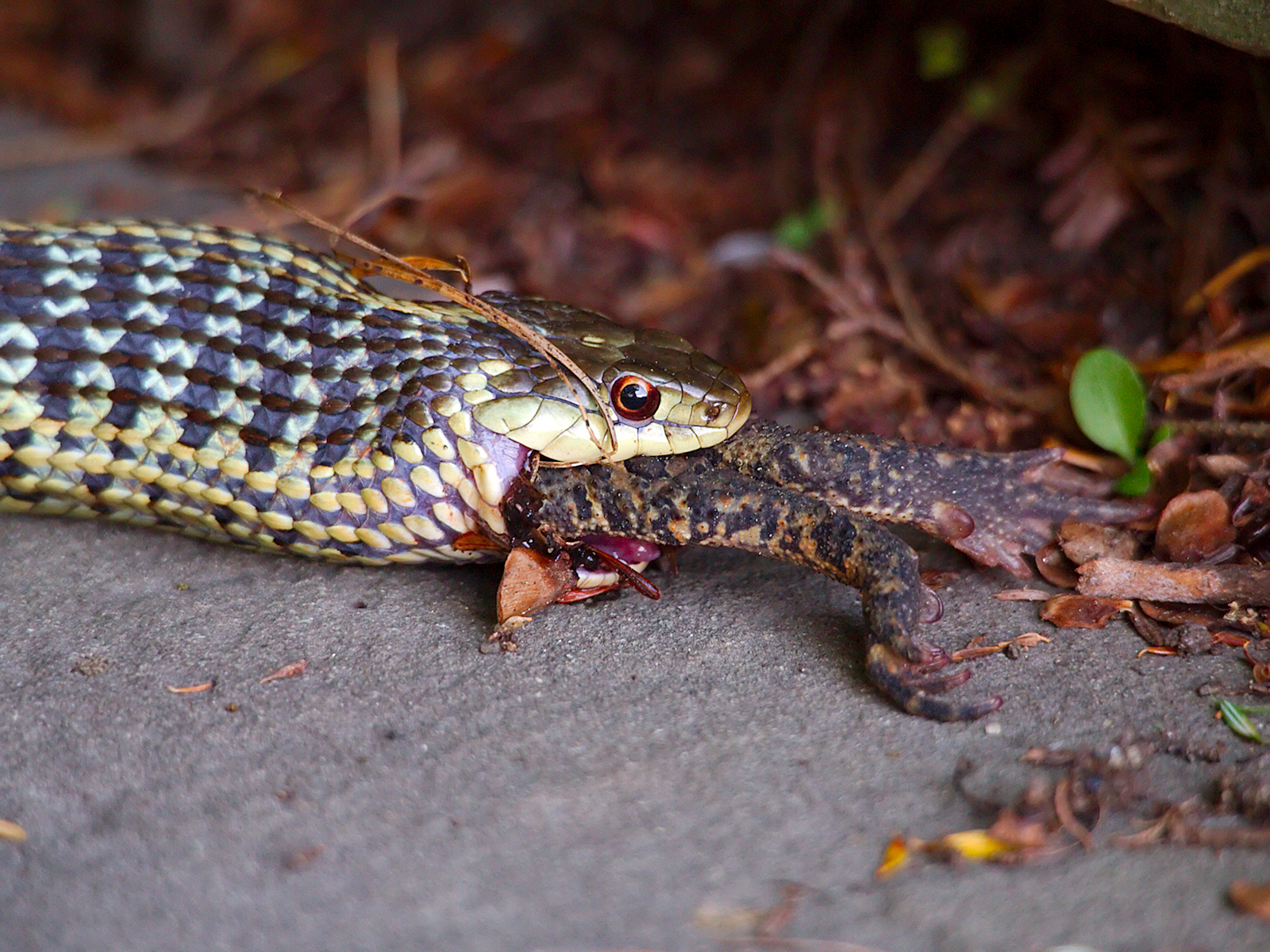

الابتلاع (بالإنجليزية: Ingestion)‏ عبارة عن استهلاك كائن حي لمادة. تقوم الحيوانات بعملية الابتلاع عن طريق تناول المادة عبر الفم إلى القناة الهضمية، خلال الأكل أو الشرب. يحدث الابتلاع في الكائنات الحية وحيدة الخلية بامتصاص المادة عبر الغشاء الخلوي.
لا تنطوي عملية الابتلاع على المغذيات فقط، بل قد تشمل أيضًا ابتلاع الدواء (ويُسمى الابتلاع في تلك الحالة تعاطيًا بالفم)، واستعمال العقاقير الاستجمامي، والمواد غير القابلة للتعديل، مثل الأجسام الغريبة أو الغائط. يُعتبر الابتلاع سبيلًا شائعًا تسلكه الكائنات الحية المسببة للأمراض والسموم الداخلة للجسم.
قد يشير الابتلاع أيضًا إلى آلية التقاط شيء وإدخاله إلى تجويف داخلي، «ثُبتت شبكة لمنع ابتلاع المضخة للخشب المجروف».

## مسببات الأمراض
تنتقل بعض مسببات الأمراض عبر الابتلاع، ومنها الفيروسات والبكتيريا والطفيليات. تنتقل هذه الكائنات الممرضة بصورة شائعة عبر الطريق الفموي-الشرجي. ثمة خطوة وسيطة بين الابتلاع والإصابة بالمرض، تتمثل في شرب الماء الملوث بالفضلات أو الطعام الذي يُحضِّره عمال فاشلون في الممارسة الملائمة لغسل اليدين، وينتشر في المناطق الشائع بها مياه الصرف غير المعالجة. تشمل الأمراض المنتقلة بالطريق الفموي الشرجي كلًا من التهاب الكبد الوبائي أ، وشلل الأطفال، والكوليرا.
تُبتلع بعض الكائنات الحية الممرضة عبر طرق أخرى:
- تتكيس يرقات طفيل الدودة الشعرية خلال العضلات، وتنتقل عندما يأكل العائل لحومًا موبوءة من حيوان مصاب سابقًا.[1]
- يُبتلع طفيل التُّنينة من مياه الشرب، عندما تُلوَّث تلك المياه باليرقات التي تنطلق عندما يظهر الطفيل من جلد العائل.[2]
- تصيب بكتيريا السلمونيلا البشر عبر استهلاك البيض غير المطبوخ جيدًا.[3]

## المواد الغريبة
تُبتلع البطاريات القرصية على سبيل الخطأ، وكثيرًا ما تُشاهد هذه الحادثة لدى الأطفال وكبار السن. ربما يتناول الفرد بطارية قرصية على سبيل الخطأ؛ ظنًا منه أنها قرص دوائي بسبب حجمها وشكلها، أو يتناولها بعد حملها في الفم أثناء تبديل البطارية. يسبب ابتلاع البطارية مشاكل طبية، منها انسداد السبيل التنفسي والقيء والتهيجية وسيلان اللعاب المستمر والطفح الجلدي (إذا كان السبب حساسية من معدن النيكل).

## الابتلاع غير الطبيعي
يُعتبر فساد الشهوة ميلًا غير طبيعي لتناول مواد غير مغذية أو عناصر من الطعام في شكل لا يؤكل في الحالات الطبيعية، مثل الطحين. يُمثل أكل الغائط سلوكًا ابتلاعيًا غير طبيعي، وينتشر لدى بعض الحيوانات.